# Schefflera wrayi
Schefflera wrayi är en araliaväxtart som först beskrevs av George King, och fick sitt nu gällande namn av René Viguier. Schefflera wrayi ingår i släktet Schefflera och familjen araliaväxter. IUCN kategoriserar arten globalt som otillräckligt studerad. Inga underarter finns listade.